# Pippin af Italien
Pippin eller Pepin (født april 773, død 8. juli 810) var søn af Karl den Store og konge af Italien som sin fars medkonge fra 781 til 810.
Pippin var den anden søn af Karl den Store og hans daværende ægtefælle Hildegard. Oprindeligt hed han Karlmann (Karloman), men han fik navnet Pippin, da pave Hadrian 1. kronede ham til italiensk konge ved en ceremoni i Rom den 15. april 781.
Ved rigsdelingen i 806 fik han – udover Italien – også Bayern.
Hans søn Bernhard blev hans efterfølger som konge i Italien.
| PippinKarolingerneFødt: april 773 Død: 8. juli 810 |                                                         |                                           |
| Titler som regent                                  |                                                         |                                           |
| Foregående: Karl den Store                         | Konge af Italien 781 - 810 med Karl den Store (781–810) | Efterfølgende: Karl den Store og Bernhard |

1. ↑  Navnet er anført på engelsk og stammer fra Wikidata hvor navnet endnu ikke findes på dansk.